# Síndrome de Crouzon
El síndrome de Crouzon (CFD1), también llamado disostosis craneofacial congénita, es una enfermedad rara de origen genético que se caracteriza por malformaciones del cráneo y de la cara. Se transmite de progenitores a su descendencia según un patrón de herencia autosómico dominante. La primera descripción fue realizada en el año 1912 por el médico francés Octave Crouzon (1874-1938).
Se caracteriza por una craneosinostosis (cierre prematuro de las suturas craneales) con la fusión de las suturas coronal, sagital y, a veces, lamboidea (de lado a lado en la parte posterior), crecimiento inferior del maxilar superior y otras deformidades con cierre prematuro de la sutura metópica.
| El Síndrome de Crouzon pertenece al grupo de síndromes de craneosinostosis por FGFR junto con : - Síndrome de Apert - Síndrome de la cutis girada de Beare-Stevenson - Displasia de hueso doblado - Síndrome de Crouzon con acantosis nigricans - Síndrome de Jackson-Weiss - Síndrome de Muenke - Síndrome de Pfeiffer - Sinostosis coronal aislada |

## Epidemiología
La prevalencia de este trastorno en la población de Europa es de dos casos por cada 100 000 habitantes.

## Causas
Está originado por una mutación del gen FGF2 (Receptor 2 del factor de crecimiento de fibroblastos)  o menos frecuentemente del FGF3 que codifican el receptor del factor de crecimiento de los fibroblastos tipo 2 y 3.

## Cuadro clínico

La Síndrome de Crouzon se transmite con un patrón autosómico dominante

Los primeros síntomas aparecen alrededor de los 2 años, y consisten en deformidad del cráneo causada por el cierre precoz de las suturas (craneosinostosis), también suele existir un maxilar superior demasiado pequeño, protrusión de ojos (exoftalmos), separación de los ojos excesiva (hipertelorismo), estrabismo, prognatismo y otras anomalías menos frecuentes. Todas estas deformidades ocasionan diferentes complicaciones, entre ellas hidrocefalia y anomalías dentales.